# Cadre suspendu
Un cadre suspendu est un cadre de vélo sur lequel le triangle arrière (formé par le point A, le talon de la roue arrière; le point B, axe de rotation "bras oscillant / cadre" et le point C axe "suspension / bras oscillant")  se déforme pour permettre à la roue arrière de mieux suivre le terrain et de ne pas retransmettre au cycliste les irrégularités du terrain. Il est utilisé principalement dans la pratique du vélo tout terrain et dans une moindre mesure celle du vélo tout chemin. Il est identifié par son débattement (exprimé en millimètre) : c'est le déplacement maximal que peut subir la roue arrière par rapport au sol sans toucher à la dynamique du cadre.

## Principe
Comme pour la fourche, l'ajout d'un système de suspension pour désolidariser les mouvements de la roue arrière du vélo a plusieurs objectifs :
- offrir un meilleur contact entre la roue et le sol, pour avoir une motricité optimale même sur les terrains escarpés ;
- donner au pilote un confort d'utilisation supérieur en filtrant une partie des vibrations issues du sol et en évitant de les transmettre jusqu'à la selle ;
- permettre un pilotage plus permissif et approximatif, ou autoriser une pratique plus engagée sur des parcours rapides et accidentés tout en gardant le contrôle de son vélo.

Bien sûr l'implémentation d'une suspension sur un cadre doit être réfléchie et optimisée pour limiter les effets indésirables suivants :
- le pompage, qui dissipe une partie de l'énergie émise par le pilote lors du pédalage dans un mouvement du cadre de haut en bas, en particulier pendant l'ascension de pentes à fort dénivelé ;
- le poids, plus important que celui d'un cadre rigide, qui limite fortement l'utilisation à des pratiques pour lesquelles la pénalité de poids est compensée par les gains apportés.

Une suspension trop souple donnera un cadre « mou » et peu réactif, mais un grand confort grâce à un filtrage des aspérités du terrain très ample. Au contraire une suspension très dure apportera un comportement très vif et réactif, allant jusqu'à se rapprocher d'un cadre rigide, mais impliquera logiquement un confort de second choix. Le tout est de trouver le compromis idéal en fonction de la discipline pratiquée, associé à une technologie de suspension et à une géométrie adaptée.
L'implémentation d'une suspension sur un cadre fait appel à :
- Une géométrie, qui détermine la manière dont le cadre va se déformer pour autoriser le déplacement de la roue arrière sur le sol.
- Un combiné, chargé de maintenir la suspension en place et de dissiper l'énergie issue de sa compression. Ce combiné, souvent nommé par abus de langage amortisseur, est en réalité composé de :
  - Un ressort, qui emmagasine l'énergie issue de la compression de la suspension pour la restituer ensuite et repositionner la suspension dans sa position de repos. Une suspension sans ressort resterait constamment affaissée.
  - Un amortisseur, dont le but est de dissiper l'énergie emmagasinée par le ressort, pour éviter des oscillations indésirables.

## Historique
Les vélos tout-suspendus ont fait beaucoup de progrès depuis leur apparition au début des années 1990. Les premiers cadres tout-suspendus avaient tendance à être très sujets à l'effet de pompage. Les effets d'un freinage puissant détérioraient eux aussi les qualités d'un tout suspendu. En effet, dès que le cycliste touchait les freins, le vélo perdait de sa capacité à absorber les chocs.
Ces problèmes de pompage et de flottement au freinage furent en partie résolus au début des années 1990. L'un des premiers vélos tout-suspendu efficaces fut conçu par Mert Lawwil, un ancien champion de moto. Son vélo, le Gary Fisher RS-1, apparut sur le marché en septembre 1990. Il avait adapté les suspensions multiaxes des voitures de sport, et ce fut le premier « four bar linkage » en VTT. Ce design permettait d'éliminer les problèmes au pédalage et au freinage. Mais le design de Lawwlil n'était pas parfait, en effet, ce dernier ne pouvait utiliser les v-brakes et ne pouvait accueillir que des freins à disques. Ce n'est qu'au milieu des années 1990 qu'apparurent des freins à disque légers et puissants. Les freins à disques du RS-1 était donc son principal défaut.
En 1991, alors qu'il travaillait pour AMP Research, Karl Nicolai conçu un vélo qui utilisait le système « four bar linkage » et qui acceptait les v-brakes (freins en V). Le vélo fut commercialisé sous la marque AMP et une version atteint une production de masse sous le nom de Specialized FSR. Ce modèle devint une référence. Specialized racheta plusieurs des brevets de Nicolai et maintenant, tous les utilisateurs de « four bar linkage » paient des droits à Specialized (y compris l'inventeur du système Nicolai).
Depuis, les géométries, comme les amortisseurs, n'ont cessé d'évoluer pour offrir des qualités de plus en plus satisfaisantes.

## Types de géométrie à l'heure actuelle

### Le Mono-pivot avec amortisseur en prise directe
Ce système est d'une grande simplicité. Il fait appel à un triangle arrière simple et solidaire (d'une pièce, sans articulations) composé des bases, haubans, et d'une tige remplaçant le tube de selle. Ce triangle est relié au reste du cadre (triangle avant) par l'intermédiaire d'une seule et unique articulation, située au niveau du boîtier de pédalier. Pour des raisons de rendement (limiter l'effet de la tension de chaîne issue du pédalage sur le mouvement de la suspension), cette articulation est généralement positionnée juste au-dessus du boîtier de pédalier, à la hauteur du second plateau. C'est le principe du bras oscillant, très courant sur les  motos.
Il est utilisé par Morewood, Orange, Cannondale, Santa Cruz, Mountain Cycle, et est couramment utilisé sur les modèles bas de gamme de supermarché.

### Le Mono-Pivot avec biellette et basculeur
Ce système évolué se base comme son nom l'indique sur le monopivot. Seulement, l'amortisseur ne relie pas directement le bras oscillant au cadre mais s'intercale entre deux pièces appelées biellette et basculeur.
Ce système permet de créer un meilleur amortissement car les possibilités de placement et de gestion de l'enfoncement de l'amortisseur sont plus grandes. Ceci au détriment du poids et de la simplicité.
les vélos Norco (VPS), presque tous les vélos Kona (four bar linkage), Ellsworth, Turner ou Commencal (contact system) fonctionnent sur ce principe.

### Le Point de Pivot Virtuel
C'est une géométrie qui fait varier le fonctionnement de la suspension en fonction de la manière dont celle-ci est activée. 
Pour ce faire, ils bénéficient de deux articulations entre le triangle avant et l'axe de la roue arrière.
Le système VPP appartient pour le moment à Santa Cruz qui le vend aussi à Intense. Lapierre détient aussi un brevet important avec son système FPS2 qui équipe quasiment tous ses tout-suspendus. De même Specialized possède un brevet nommé FSR qui est revendu à de très nombreuses marques. Les vélos Yeti utilisent un système de rail réduisant le pompage. On notera aussi le système Maestro de Giant. Les brevets de chaque fabricant limitent beaucoup la production des autres fabricants.

### Le Softail
Ce système repose sur la souplesse des bases arrière pour supprimer une ou plusieurs articulations. Ce principe d'amortissement commence à tomber en désuétude parce que ses principales qualités (simplicité, fiabilité et légèreté) sont maintenant atteintes par d'autres systèmes, plus efficaces sur les successions de petit chocs et sur les gros sauts. Ce système d'amortissement est utilisé en cross-country, et fait appel à des matériaux possédant des propriétés mécaniques précises (le titane est très couramment utilisé). Le Soft tail est utilisé par Cannondale (sur le modèle scalpel), Vitus, Orbea (oiz).

## Technologies de ressort
Les typologies des ressorts employés dans les suspensions arrière de vélo sont comparables à celles présentes dans les fourches.
Le ressort, auparavant systématiquement composé d'un ressort métallique, a progressivement laissé là place au ressort pneumatique (à air) sur les modèles nécessitant peu de débattement (inférieur à 150 mm) pour diverses raisons, dont la possibilité de régler facilement la précontrainte, c'est-à-dire la sensibilité de l'amortisseur en modifiant la pression de la chambre principale. Selon le modèle de suspension, la dureté recherchée et le poids du pilote la pression nécessaire peut aller de 3 bar à plus de 8. Le ressort métallique est tout de même conservé sur les cadres à fort débattement (>170 mm) tels que ceux utilisés pour la descente, dans le but d'avoir une meilleure rigidité et une compression plus linéaire, et équipe également la majorité des modèles bas de gamme de grande surface pour des raisons évidentes de coût.

### Ressort métallique
Le ressort de compression en métal est historiquement à l'origine de l'introduction de la suspension sur les vélos. il s'est fait progressivement remplacer par des ressorts de technologies différentes pour beaucoup d'utilisations. Il reste néanmoins très présent sur les vélos suspendus d'entrée de gamme et sur les vélos à très fort débattement (200 mm) tels que ceux utilisés pour la descente.
Ses avantages sont son faible coût et son faible entretien pour les modèles d'entrée de gamme, sa fiabilité ainsi que sa linéarité sur les grands débattements.
La raideur du ressort ne peut être ajustée que dans une certaine mesure, par une action de torsion sur le ressort, mais reste dans l'absolu assez limitée. Différentes raideurs de ressort sont d'ailleurs disponibles pour un même débattement, afin de choisir la raideur la plus adaptée.

### Ressort pneumatique
Modèle de prédilection sur les VTT tout-suspendus recherchant le rendement et la légèreté, le ressort pneumatique utilise un piston qui comprime une chambre d'air. L'air étant compressible, il va réagir comme un ressort métallique. Le comportement du ressort est ici très facilement personnalisable en modifiant la pression de la chambre d'air. Cette pression est ajustée à l'aide d'une pompe haute-pression spécifique. Les valeurs nominales d'un ressort pneumatique s'échelonnent entre 3 et 8 bars.
La limitation principale du ressort pneumatique concerne l'espace nécessaire à son ancrage sur le cadre. En effet, contrairement à un ressort métallique pour lequel la course autorisée se rapproche de sa longueur en position détendue (pour une course de 200 mm, le système de ressort fera approximativement 250 mm de long), le ressort à air doit avoir un piston de la même longueur que le cylindre dans lequel il coulisse, ce qui implique des longueurs peu raisonnables sur les grands débattements (pour cette même course de 200 mm, le système de ressort Air ferait approximativement 500 mm de long). Plus que la longueur elle-même, c'est également la fragilité issue d'une telle pièce qui est limitante pour des utilisations poussées.

### Dual Air
La recherche d'une compression toujours plus efficace et plus sensible sur les petites aspérités a forcé les constructeurs à proposer des implémentations spécifiques en vue de se démarquer des concurrents. Rock Shox propose sur la majorité de sa gamme des versions Dual Air, qui disposent en plus du classique ressort formé par de l'air sous pression dans la chambre principale, d'une chambre secondaire dont le comportement est opposé. Cette seconde chambre à donc tendance à comprimer le ressort, lui donnant une meilleure sensibilité principalement sur les très petites aspérités.

### Ressort à extension
SCOTT Sports a développé pour son Genius (et Genius LT) (modèles XC et all mountain) un ressort fonctionnant à l'opposé du sens conventionnel. En effet, au lieu d'être comprimé, ce ressort est maintenu sur la suspension de telle sorte à être étiré lors de la compression de la roue arrière, donnant un meilleur comportement au ressort à air.
Fox Racing Shox a également développé un amortisseur de conception similaire pour Cannondale pour le nouveau du Jekyll (2010).
Il a également l'avantage de combler le problème de longueur du ressort, puisqu'ici en position de repos le ressort a un encombrement minimal, pour ensuite s'étendre lors du fonctionnement de la suspension.

## Technologies d'amortisseurs
Presque toutes les géométries de vélos tout-suspendus bénéficient des progrès dans la technologie des amortisseurs eux-mêmes. La géométrie du cadre et le positionnement des points d'ancrage de l'amortisseur vont modifier considérablement la façon dont ce dernier va se comporter. En effet, le ratio "hauteur de montée de la roue arrière" / "compression de l'amortisseur" est propre à chaque implémentation de suspension, et qui plus est ce ratio peut évoluer lors de la compression grâce à l'emploi d'une géométrie spécifique, ou à l'ajout de bielles supplémentaires pour obtenir une compression non linéaire.

### Principe
Le système d'amortissement est à de rares exceptions près mis en œuvre par un brassage d'huile. Lors de la compression / détente de la suspension, un bouchon disposant de faibles ouvertures traverse un cylindre rempli d'huile, situé dans la partie centrale de l'amortisseur. Ce mouvement force l'huile à passer dans les ouvertures (on parle de laminage de l'huile), et dissipe ainsi l'énergie emmagasinée par le ressort. L'indice de viscosité de l'huile ainsi que la taille des ouvertures (parfois ajustable sans avoir à démonter l'amortisseur sur les modèles actuels) modifient profondément le comportement.

### Lock
Pour gagner de la nervosité sur les passages roulants, de nombreux amortisseurs disposent d'une molette de verrouillage externe, qui ferme les ouvertures du système d'amortissement physique, et rend de ce fait la suspension totalement inefficace. En poussant ce principe de Lock plus loin, certaines marques, par exemple Fox Racing Shox, ont développé des amortisseurs multi-positions qui offrent des comportements radicalement différents en modifiant la position d'une vanne, qui influence la taille des ouvertures du système d'amortissement. Les modes de fonctionnements du système d'amortissement sont alors optimisés pour la nervosité, le confort, un débattement maximal, une motricité optimale, etc. On parle ici de la gestion des basses vitesses de compression.
Ce système oblige tout de même le pilote à devoir modifier l'amortisseur en roulant, ce qui n'est pas forcément chose aisée suivant la position de l'amortisseur sur le cadre. Pour résoudre ce problème, certains constructeurs proposent en option une commande de blocage de l'amortisseur arrière au guidon, à la manière de ce qu'il se fait pour certains modèles de fourche.

### Brain
Introduit sur le marché en 2003 par la marque Specialized sur le modèle Epic, le Brain (cerveau en français) est une valve d'inertie adaptée sur un amortisseur de cadre tout suspendu. Elle permet de gérer le fonctionnement de la suspension en en bloquant l'amortisseur sur les sections roulantes, et en le débloquant automatiquement au moindre choc en provenance du terrain.